# Bocognano
Bocognano település Franciaországban, Corse-du-Sud megyében. Lakosainak száma 393 fő (2022. január 1.). Bocognano Pastricciola, Bastelica, Tavera, Ghisoni és Vivario községekkel határos.

## Népesség
A település népességének változása:
| Lakosok száma | 404  | 315  | 343  | 451  | 470  | 435  | 396  | 376  | 372  | 393  |
|               | 1968 | 1982 | 1999 | 2006 | 2011 | 2015 | 2017 | 2018 | 2020 | 2022 |